# Ilmenauer Kurviertel

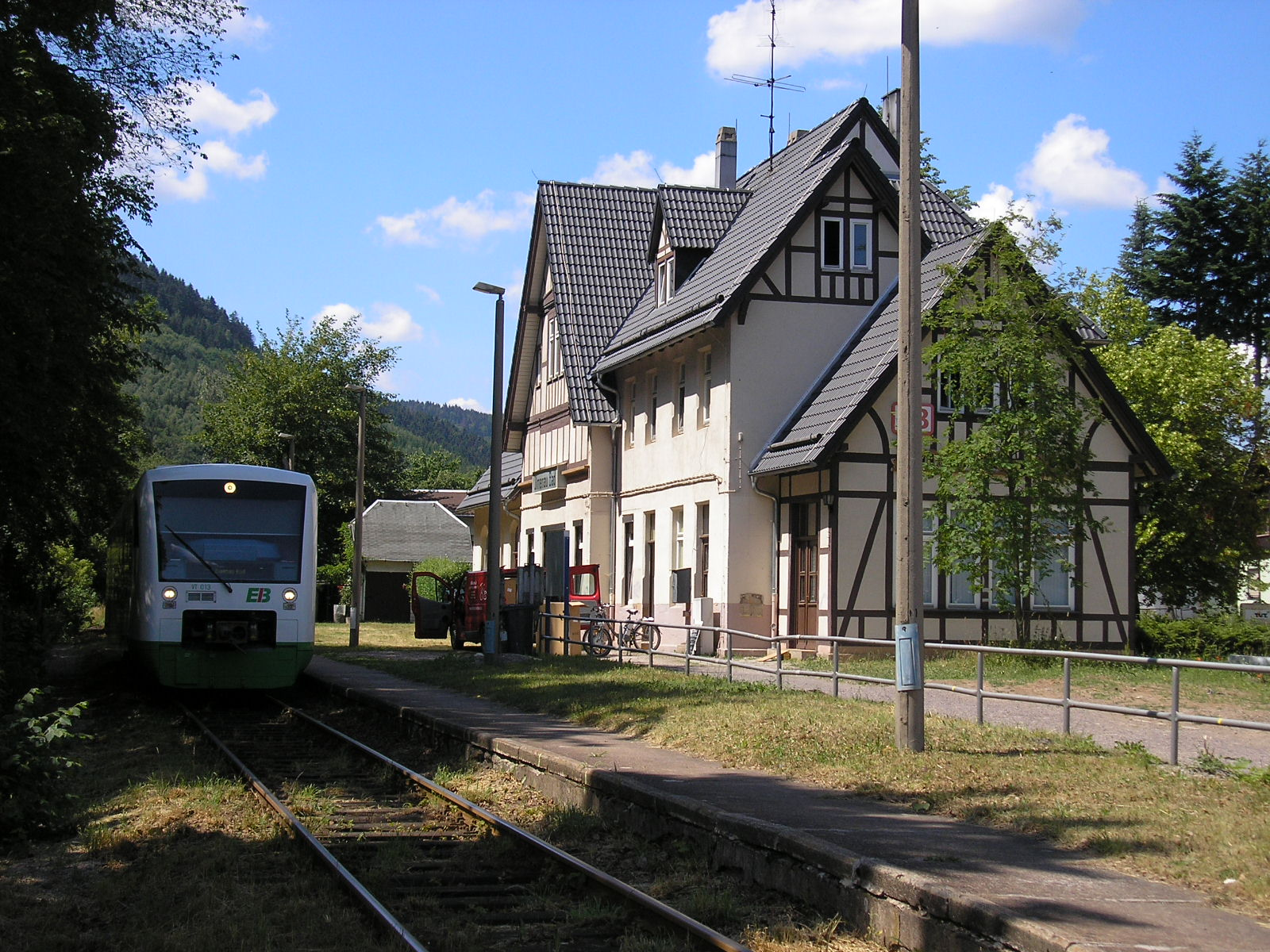
Bahnhof Ilmenau Bad

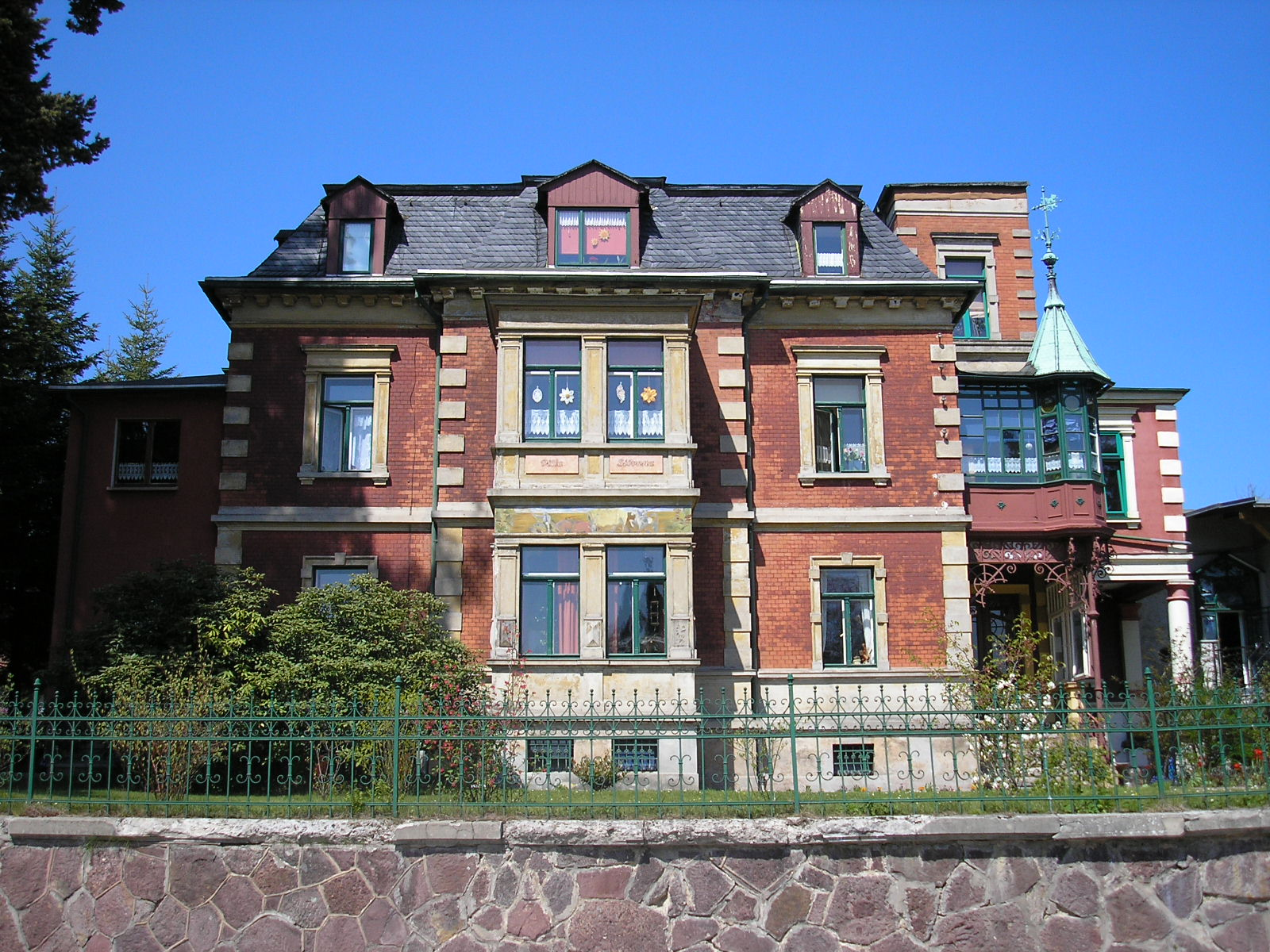
Villa Silvana

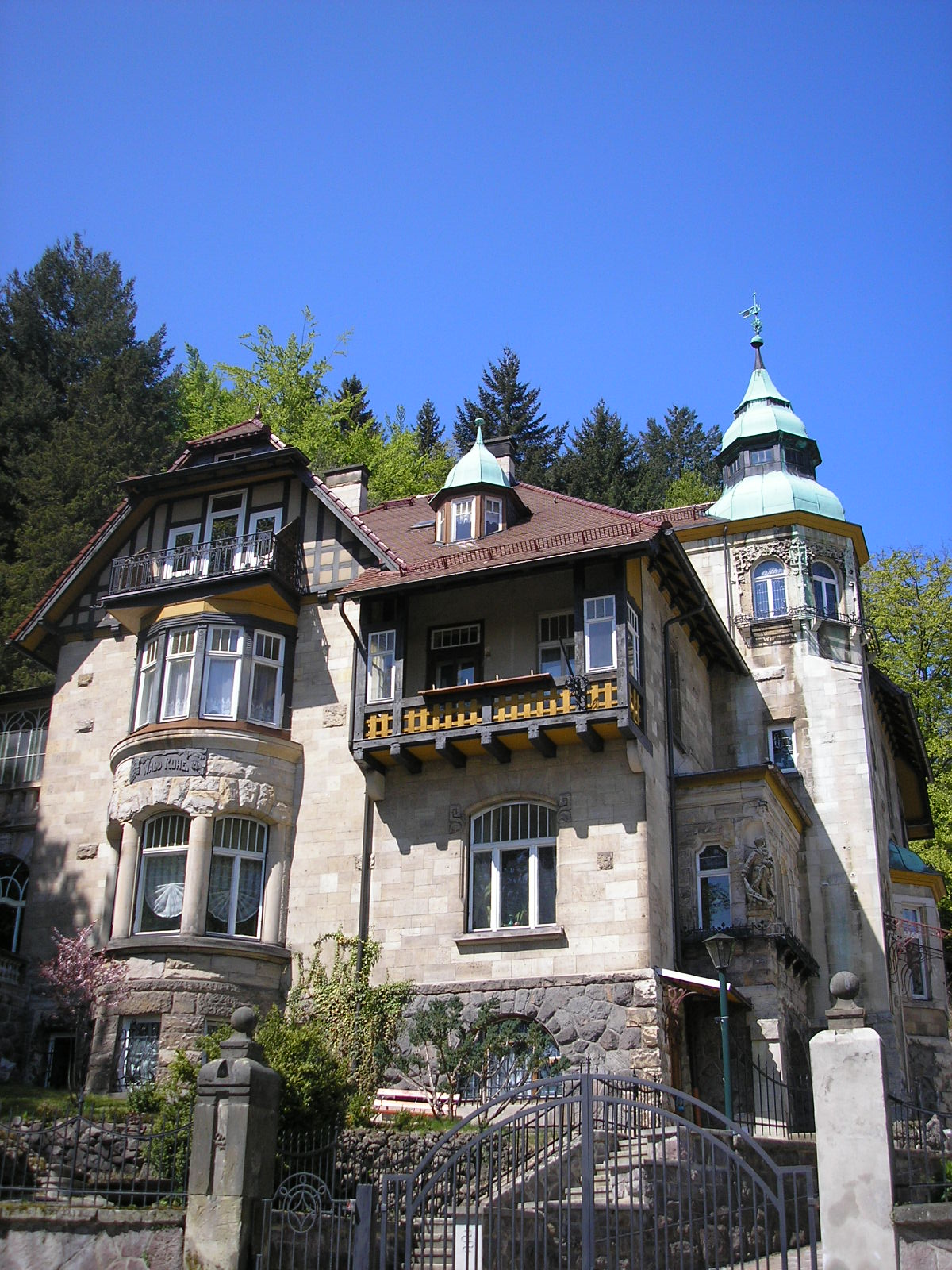
Villa Waldruhe

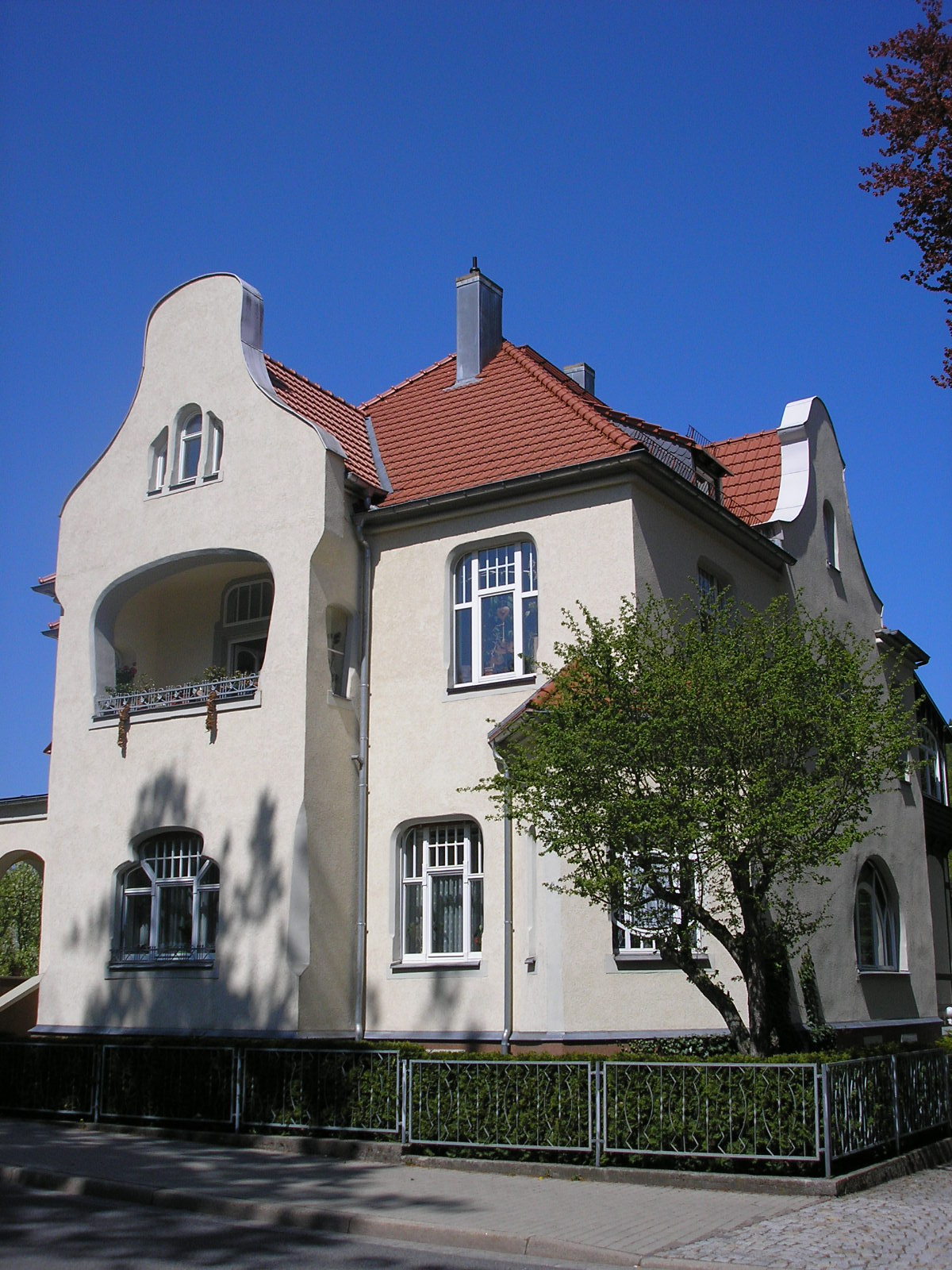
Eine Jugendstil-Villa in der Waldstraße

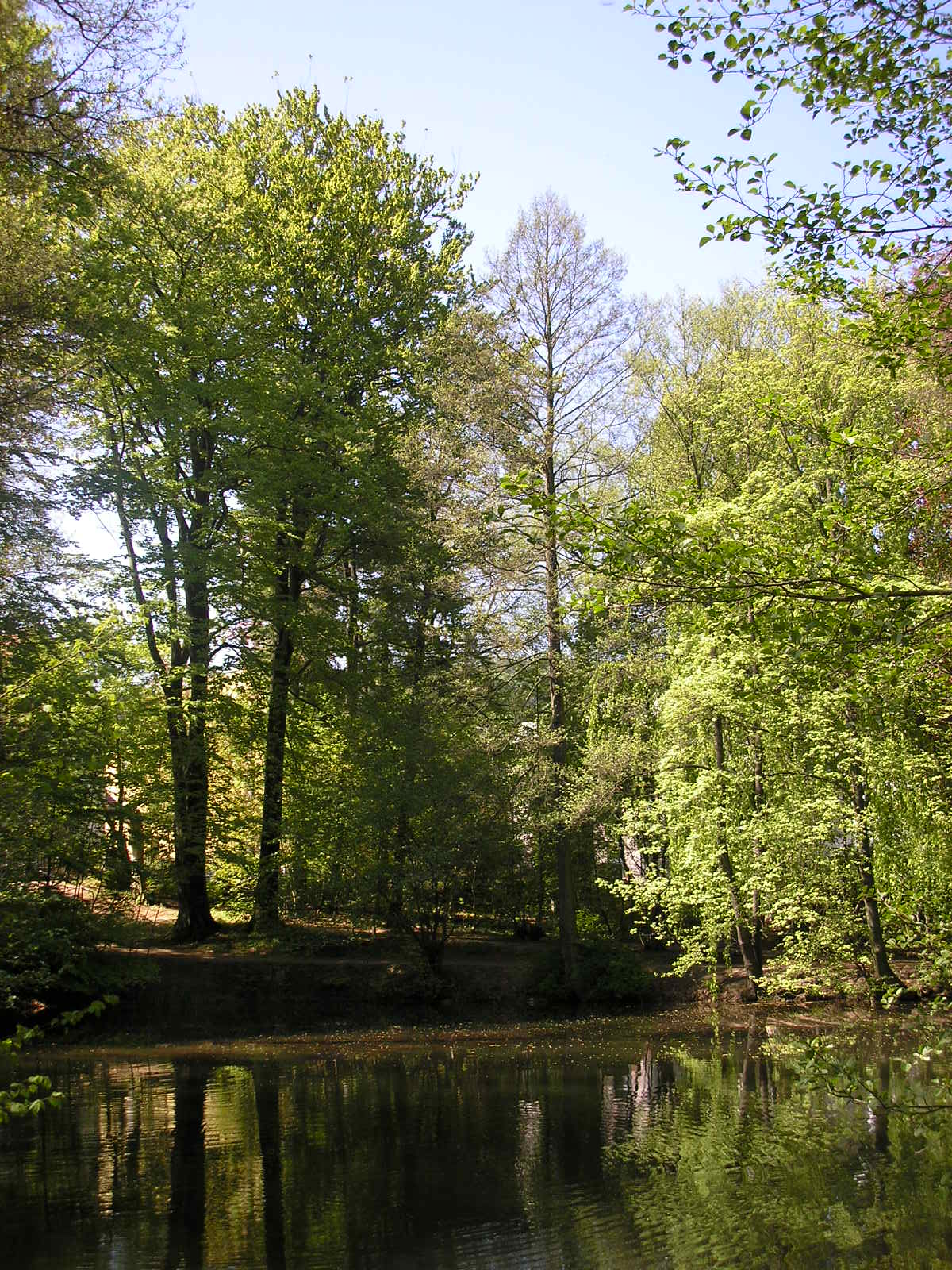
Alter Kurpark

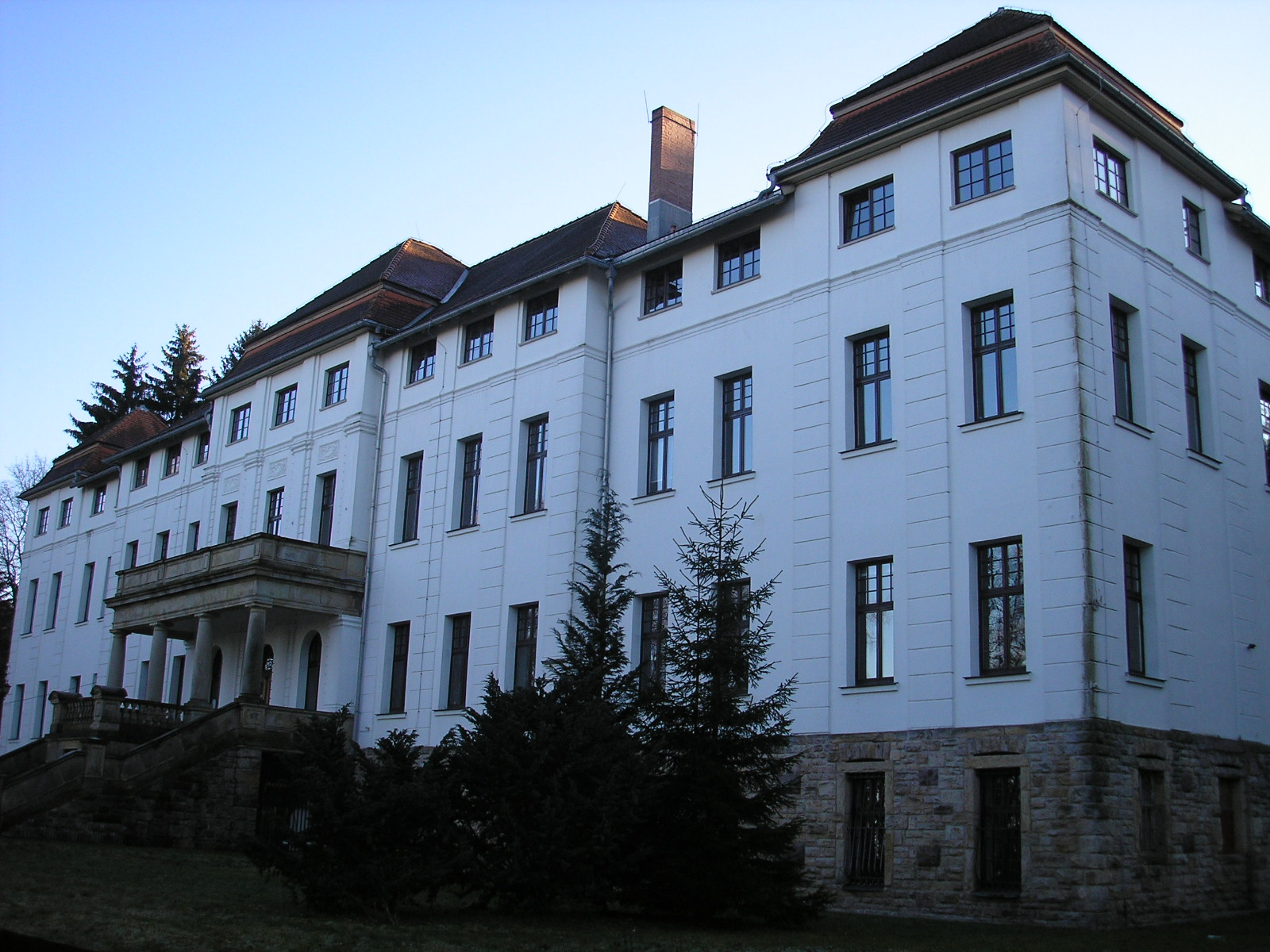
Goetheschule Haus I

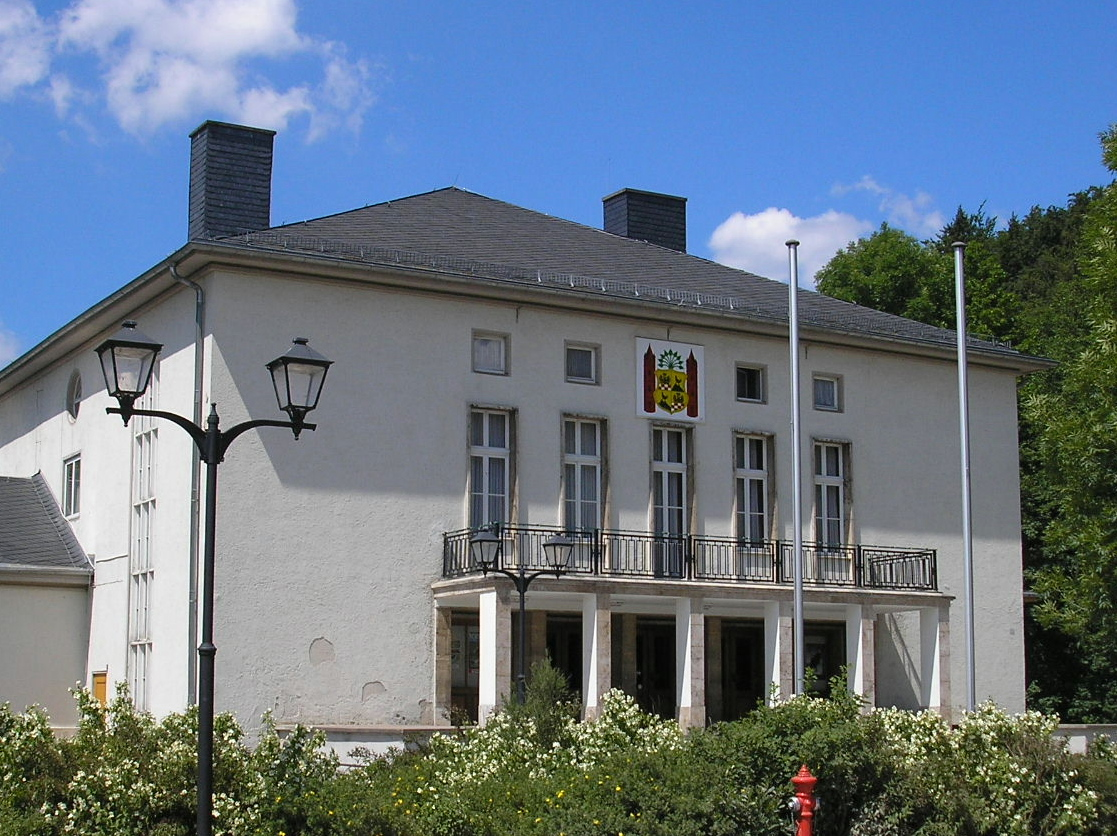
Festhalle

Das Ilmenauer Kurviertel ist ein Stadtteil der thüringischen Universitätsstadt Ilmenau. Sein Name leitet sich davon ab, dass sich früher hier die Kuranlagen des einstigen Bad Ilmenau befanden. Es liegt am Waldrand im Gabelbachtal und war daher seit seiner Anlage eine bevorzugte Wohngegend.

## Lage im Stadtraum
Das Kurviertel liegt im Südwesten der Stadt zwischen der Altstadt und dem Thüringer Wald. Es nimmt in etwa die Form eines Dreiecks ein und wird im Norden von der Ilm, im Osten von der Herderstraße und im Südwesten von Preller- und Hertzerpromenade begrenzt. Hinter der Prellerpromenade liegen die Wälder des Kickelhahns und hinter der Hertzerpromenade auf der anderen Seite des Gabelbachs die Wälder des Lindenbergs.
Das Kurviertel besitzt zwei Hauptstraßen, die im Bereich der Tannenbrücke über die Ilm beginnen. Von der Tannenbrücke nach Südwesten verläuft die Waldstraße, die am Stadtrand in die Gabelbachstraße (früher auch als Frauenwalder Chaussee bezeichnet) übergeht und als Kreisstraße K 53 nach Frauenwald und Neustadt am Rennsteig sowie zum Kickelhahn führt. Nebenstraßen der Waldstraße sind die Goetheallee, die Scheffelstraße und die Thomas-Mann-Straße. Die Goetheallee verläuft nach Westen am Talhang der Ilm. Zu ihr gehören als Nebenstraßen außerdem die Schillerstraße, die Theodor-Körner-Straße und die Baumbachstraße. Die östliche Hauptstraße ist die Herderstraße, die von der Tannenbrücke nach Süden verläuft. Ihre Nebenstraßen im Kurviertel sind die Scheffelstraße, die Fröbelstraße und der Ritzebühl.
Teilweise kann man auch die Naumannstraße und die Schleusinger Allee zum Kurviertel rechnen, die zwischen Ilm und Rennsteigbahn liegen. Die Rennsteigbahn verläuft parallel zur Goetheallee durch das Kurviertel und verband Ilmenau bis 1998 mit Schleusingen. Derzeit finden hier nur am Wochenende SPNV bis Stützerbach sowie gelegentliche Dampflokfahrten statt. Bis Ende 2007 hat der Bahnhof Ilmenau Bad nahe der Tannenbrücke das Viertel an die Bahnstrecke nach Erfurt angebunden.
Die Straßen im Kurviertel tragen meist Namen von Menschen, die Ilmenau zu Erholungszwecken besuchten oder sich in der Gabelbach-Gemeinde engagierten:
- Goetheallee: Johann Wolfgang von Goethe, wirkte in Ilmenau als Bergbauminister und besuchte die Stadt auch zur Erholung und zu naturwissenschaftlichen Studien während seiner Zeit in Weimar.
- Schillerstraße: Friedrich Schiller, ob er jemals in Ilmenau war, ist stark umstritten und nicht belegt. Der Heimatforscher Paul Bleisch zweifelte dies 1910 ebenfalls an, jedoch gibt es am Ehrenberg eine Schillerhöhe.
- Baumbachstraße: Rudolf Baumbach, war ein Mitglied der Gabelbach-Gemeinde und besuchte Ilmenau daher von Zeit zu Zeit.
- Scheffelstraße: Joseph Victor von Scheffel, war ebenfalls ein Mitglied der Gabelbach-Gemeinde
- Fröbelstraße: Friedrich Fröbel, stammte aus der Nähe von Ilmenau, steht aber mit der Stadt in keiner weiteren Verbindung. Früher war diese Straße nach August Trinius benannt, der erstmals Wanderliteratur über den Thüringer Wald veröffentlichte.
- Thomas-Mann-Straße: wurde zur DDR-Zeit nach Thomas Mann benannt, vorheriger Namensgeber war der Ilmenauer Industrielle August Alt.
- Herderstraße: Johann Gottfried Herder, besuchte Ilmenau einige Male während seiner Weimarer Zeit, um hier Erholung zu finden.
- Naumannstraße: Hermann Naumann, war ein Ilmenauer Industrieller.

## Geschichte
Die ersten Bauten im Gebiet entstanden gegen Ende des 19. Jahrhunderts und dienten als Kuranlagen für Luft- und Kaltwasserkuren. Um die Jahrhundertwende entstanden zusätzlich zu den Kuranlagen die ersten Villen im Viertel. Bis etwa 1930 wurden alle Straßen mit Villen bebaut, in denen zumeist die Fabrikanten der Stadt wohnten. Viele dieser Villen tragen Namen, meist nach den Frauen der Erbauer (z. B. Villa Erika, Haus Margarethe). Vorherrschende Stilrichtungen sind der Gründerzeitstil, der Jugendstil und in der Spätphase auch Einflüsse des Bauhauses. Nach der Wende 1990 wurden die meisten Villen saniert, sodass das Viertel heute zu den teuersten Wohngegenden der Stadt gehört.

## Bauwerke
Die größte Villa des Viertels ist die Villa Waldruhe am Ende der Waldstraße. Sie wurde bis zur Fertigstellung der neuen Jugendherberge am Stollen in den 1990er-Jahren als Jugendherberge genutzt.
Im Norden befindet sich der Alte Kurpark, dem gegenüber der Lessingpark mit der Lesehalle liegt. Der Alte Kurpark war der erste Park im Gebiet und wird vom Gabelbach durchflossen, der dort auch einen kleinen Teich speist. Am Südrand des Viertels im Gabelbachtal liegt der ebenfalls vom Gabelbach gespeiste Ritzebühler Teich, über dem sich das 1922 errichtete Goethegymnasium befindet. Es besitzt eine lange Tradition als Naturwissenschaftliche Spezialschule mit Internat.
Im Gabelbachtal schließen sich einige Sportanlagen der Stadt ans Viertel an. So gibt es seit dem frühen 20. Jahrhundert hier Tennisplätze. Daneben liegen ein Abfahrtshang, der auch als Downhillstrecke genutzt wird, sowie eine Sprungschanze und ein Eisstockschießplatz. Früher lag hier auch die Ilmenauer Bobbahn, die heute nicht mehr genutzt wird.
Am Ende der Naumannstraße liegt die 1937/38 nach Plänen von Ernst Flemming erbaute Festhalle, hinter der sich der große Stadtpark im Ilmtal erstreckt. Sie ist im neoklassizistischen Stil ausgeführt und gilt als Vorläufer der DDR-Kulturhäuser aus den 1950er-Jahren. Vor der Halle wurde ein Aufmarschplatz angelegt, der später zum Parkplatz umgestaltet wurde. An das Hauptgebäude schließt sich ein südlicher Seitenflügel an, in dem das Parkcafé untergebracht war. Dort sind durch die „runden Ecken“ noch Einflüsse der Architektur der 1920er-Jahre sichtbar.
Bemerkenswert ist auch das Wohnhaus in der Naumannstraße 9. Es wurde von Arthur Schröder aus Hannover zwischen 1929 und 1932 im Stil des Bauhauses in kubistischer Formensprache errichtet. Der zweigeschossige Bau mit Flachdach weist nach Süden große Fenstergruppen auf, davor einen Balkon und eine Terrasse.

## Kurpromenaden
Zwischen Wald und Kurviertel liegen die beiden Ilmenauer Kurpromenaden parallel zum Waldrand.
Die Prellerpromenade zwischen Ilm- und Gabelbachtal ist die ältere der beiden. Sie verläuft am Fuße des Kickelhahnes und wurde am 1. Juni 1894 eingeweiht. Benannt wurde sie nach dem langjährigen Direktor der Ilmenauer Kaltwasserheilanstalt Dr. Emil Preller (1836–1893). Sie beginnt am Friedrich-Hofmann-Denkmal in der Waldstraße und endet nach 800 Metern an der Goetheallee. Im Bereich der Prellerpromenade befinden sich 15 „Plätze“, die meist aus einem Denkmal einer Ilmenauer Persönlichkeit bestehen, eingerahmt in einen steinernen Halbkreis am Wegesrand und gesäumt von Sitzbänken.
Die Hertzerpromenade verläuft östlich der Prellerpromenade vom Gabelbachtal zur Ilmenauer Sommerrodelbahn am Fuße des Lindenbergs. Von ihr aus hat man eine gute Aussicht über die Stadt. Im Bereich der Hertzerpromenade, die am 19. Juni 1899 eingeweiht wurde, liegen zehn Plätze mit Denkmalen. Sie ist insgesamt etwa 1000 Meter lang. Benannt wurde sie nach dem Ilmenauer Bürgermeister Johann Christian Hertzer (1807–1884).